# Barthélemy Faujas de Saint-Fond
Barthélemy Faujas de Saint-Fond (Montelimar, 17 de mayo de 1741 - 18 de julio de 1819) fue un geólogo francés.

## Biografía
Barthélemy Faujas de Saint-Fond se educó en un colegio de los jesuitas en Lyon. Más tarde estudió Derecho y fue admitido como abogado en el parlamento. Fue presidente de la corte de los senescales, en Montelimar (1765), pero el interés por la naturaleza, en particular los viajes a los Alpes y el Macizo Central, le llevó a abandonar sus obligaciones y dedicarse al estudio de la geología.
En 1775, viajó a Le Puy-en-Velay, donde descubrió un depósito de puzolana que más tarde sería explotado por el gobierno. Al año siguiente, contacta con el conde de Buffon, que se interesa por su trabajo. Invitado para trasladarse a París, Saint-Fond desiste de su carrera como abogado, y es nombrado por el rey Luis XVI asistente del Museo Nacional de Historia Natural de Francia, donde, en 1785 y 1788, fue nombrado comisario real, para las minas.
Uno de sus trabajos más importantes fue Recherches sur les volcans éteints du Vivarais et du Velay (1778) (Investigación sobre los volcanes extintos de Viverais y de Velay). En esta obra, rica en hechos y observaciones, Saint-Fond desarrolla la teoría del origen de los volcanes. Como comisionado de las minas, viaja a casi todos los países de Europa, estudiando su geología. Fue Saint-Fond de los primeros en reconocer la naturaleza volcánica de las columnas de basalto de la Gruta de Fingal en Staffa, aunque la isla escocesa ya había recibido la visita de Sir Joseph Banks en 1772, quien señaló la posible naturaleza de basáltica, similar a la Calzada del Gigante, en Irlanda.
En 1785 fue nombrado comisario del rey para las fábricas, arsenales, y los bosques reales. Su salario anual fue en este período de 4.000 libras, con una dotación de 2.000 libras para gastos de viaje, además de su sueldo de 6.000 libras por sus funciones como asistente del museo.
En 1793 fue nombrado el primer profesor de la geología, del Jardín de las Plantas de París, cargo que ocupó hasta los ochenta años de edad. Se retiró en 1818, a su casa de Saint-Fond en Delfinado.
Barthélemy Faujas de Saint-Fond también se interesó por el aerostato, incluyendo las experiencias de los hermanos Montgolfier, habiendo publicado el trabajo Description des expériences de la machine aérostatique de MM. Montgolfier, &c. (1783, 1784).
Fue miembro esporádico de la Sociedad Lunar.

## Obras
- Mémoire sur des bois de cerfs fossiles (1776).
- Œuvres de Bernard Palissy, revues sur les exemplaires de la Bibliothèque du Roi (1777).
- Recherches sur la pouzzolane, sur la théorie de la chaux et sur la cause de la dureté du mortier (1778).
- Recherches sur les volcans éteints du Vivarais et du Velay (1778).
- Mémoire sur la manière de reconnaître les différentes espèces de pouzzolane (1780).
- Histoire naturelle de la province de Dauphiné (1781).
- Description des expériences de la machine aérostatique de MM. de Montgolfier et de celles auxquelles cette découverte a donné lieu, suivie de recherches sur la hauteur à laquelle est parvenu le ballon du Champ-de-Mars... (1783-1784).
- Minéralogie des volcans, ou Description de toutes les substances produites ou rejetées par les feux souterrains (1784).
- Recherches sur l'art de voler, depuis la plus haute antiquité jusqu'à ce jour, pour servir de suite à la « Description des expériences aérostatiques » (1784).
- Essai sur l'histoire naturelle des roches de trapp (1788).
- Essai sur le goudron du charbon de terre (1790).
- Voyage en Angleterre, en Écosse et aux îles Hébrides, ayant pour objet les sciences, les arts, l'histoire naturelle et les mœurs (1797).
- Histoire naturelle de la montagne de Saint-Pierre de Maestricht (1798).
- Essai de géologie, ou Mémoires pour servir à l'histoire naturelle du globe (1803-1809).
- Mémoire sur une grosse dent de requin et sur un écusson fossile de tortue, trouvés dans les carrières des environs de Paris (1803).